# Katie Fforde: Eine Liebe in den Highlands
Eine Liebe in den Highlands ist ein deutscher Fernsehfilm unter der Regie von John Delbridge aus dem Jahr 2010. Er basiert auf dem Roman Highland Fling und ist der erste Film aus einer Filmreihe des ZDF mit Werken der britischen Bestsellerautorin Katie Fforde. Henriette Richter-Röhl und Johannes Zirner spielen die Hauptrollen.
Der Film ist Bestandteil der ZDF-Sonntagsfilm-Herzkino-Reihe, in der unter anderem auch Filme von Rosamunde Pilcher, Inga Lindström, Nora Roberts, Lilly Schönauer und Utta Danella laufen. Diese Produktionen zeichnet aus, dass sie stets in besonders schönen Landschaften gedreht werden.

## Handlung
Jennifer Porter, eine junge New Yorkerin, ist unterwegs zu den Dalmains, deren Wollfabrik sie bewerten soll. Die Dalmains betreiben einen alteingesessenen Betrieb in den malerischen Hudson Highlands, der den dort ansässigen Menschen einen Arbeitsplatz bietet. Kurz vor ihrem Ziel hält sie an einem Imbissstand, um einen Kaffee zu trinken und die sensationelle Aussicht zu genießen, und wird von der Besitzerin, der jungen Meggie Nettleton, gebeten, sie kurz zu vertreten, da sie noch etwas holen müsse. Die beiden Frauen mögen sich auf Anhieb und schließen Freundschaft. Gerade ist Meggie weg, als Robert Grant-Emerson mit seinem Auto heranbraust, ein Sandwich verlangt und Jenny ziemlich knapp abwürgt, gerade als sie fragen will, ob er einen Moment warten könne. Jenny ahnt nicht, dass ihr gerade ihr Auftraggeber gegenübersteht, der sich den Betrieb und seine neue Mitarbeiterin einmal inkognito ansehen will. Er hält Jenny für die Bedienung des Imbisses.
Jenny wird von der Familie Dalmain sehr unterschiedlich aufgenommen, der Geschäftsführer Philipp Dalmain begegnet ihr vordergründig freundlich, scheint aber sein eigenes Süppchen zu kochen. Gwendolyn, die sympathische Tochter des Hauses, geht von Anfang an sehr offen und freundlich auf Jenny zu. Ruth Dalmain, die Mutter der beiden, verhält sich Jenny gegenüber ziemlich distanziert und scheint von den Problemen, die den Familienbetrieb belasten, nichts zu wissen oder nichts wissen zu wollen. 
Als Jenny anderentags die Fabrik besichtigt, begegnet ihr auch die rechte Hand des Geschäftsführers Kirsty McIntyre äußerst kühl. Abel Frazer allerdings, Meggies Großvater, der jetzt genauso ausrangiert ist wie die alten Webstühle, die er Jenny zeigt, ist ausgesprochen hilfsbereit und weiß Jenny Interessantes zu erzählen. Als die junge Frau später mit dem Fahrrad in ihr Quartier zu den Dalmains fahren will, begegnet sie erneut Robert Grant-Emerson, der sie überreden kann bei ihm im Auto mitzufahren. Die beiden geraten erneut aneinander. Robert weiß nun, wer Jenny ist und dass sie für ihn arbeitet. Jenny ist nach wie vor ahnungslos. In seinem Quartier empfängt Grant-Emerson E-Mails von Jenny über ihre Einschätzung der Firma. 
Als Kirsty McIntyre Jenny fragt, ob sie sich schon einmal Gedanken darüber gemacht habe, was aus den Menschen wird, wenn die Fabrik geschlossen werde, da es in der Gegend kaum eine Möglichkeit gäbe, Geld zu verdienen, wird Jenny erst so richtig bewusst, welche Verantwortung sie trägt. In einem Gespräch mit Gwendolyn, die Design studiert hat und Stoffe entwirft, ihr Studium aber nicht beendet hat, redet Jenny der jungen Frau zu, sich mehr zuzutrauen, da ihre Arbeit ganz ausgezeichnet sei. Jenny ist aufgefallen, dass Gwen von ihrer Mutter fast wie ein Dienstbote behandelt wird. Das missfällt der selbstbewussten New Yorkerin. Als Jenny später mit ihrem Verlobten Henry telefoniert, kommt ihr die rettende Idee, wie man den Betrieb vielleicht ertragreich machen könnte. Henry hat ihr erzählt, dass er sich einen Anzug aus Alpakawolle gekauft habe, der zwar sehr teuer, aber sein Geld auf jeden Fall wert sei, er sei wunderbar weich und fabelhaft leicht. Jenny denkt zurück an ihren Besuch bei Meggie und deren Mann Mike. Mike züchtet Alpakas. Man könnte im großen Stil mit den alten Webmaschinen Alpakawolle fabrizieren und Gwen müsste Stoffe kreieren, die man dann entsprechend auf dem Markt anbieten könnte. Als Jenny mit Kirsty McIntyre über ihre Idee spricht, ist diese erst ziemlich skeptisch, lässt sich dann aber von dem Tatendrang der jungen Frau anstecken und nimmt freudig zur Kenntnis, dass Jenny wohl wirklich alles tun will, um die Fabrik zu retten. 
Jenny, die Philipp Dalmain nicht vertraut, versucht herauszubekommen, was er plant und steigt durchs Fenster in sein Arbeitszimmer ein, wo sie interessante Papiere sichtet, die belegen, dass er Betriebsvermögen ohne Wissen des Miteigentümers veräußern will. Leider naht gerade in diesem Moment Philipp, sodass sie sich hinausschleichen muss und dabei Robert vor die Füße (im wahrsten Sinne des Wortes) fällt, der auf dem Gelände Quartier genommen hat. Sie bittet ihn, ihr zu helfen, was er gern tut. Dabei kann er einen Blick auf die von Jenny erbeuteten Papiere werfen. Am anderen Tag wird Philipp von der Polizei verhaftet, weil Grant-Emerson ihn angezeigt hat. Jennifer, durch einen Anruf von Kristy, dass Emerson in der Fabrik sei, alarmiert, glaubt ihren Augen nicht zu trauen, als sie erkennen muss, dass der Mann, der sich ihr nur als Robert vorgestellt hat, ihr Auftraggeber Robert Grant-Emerson ist. Jenny ist stinkwütend und wirft ihm an den Kopf, dass sie kündige. Gwendolyn, Kristy und Abel Frazer können Jenny überzeugen, dass sie bleiben muss, damit man gemeinsam ihre Idee umsetzen könne. Als erstes muss Jenny Gwendolyn davon überzeugen, dass sie als Designerin unentbehrlich ist, wenn der Plan gelingen soll. Und tatsächlich setzt Gwendolyn sich auch gegenüber ihrer Mutter, die erst von Gwens Plänen nichts wissen will, durch. Jetzt muss ein exklusiver Modeschöpfer gewonnen werden, der die teuren Stoffe ordert. Jenny kennt Andrew Holland noch aus ihrer Studienzeit, Holland hat inzwischen Karriere gemacht und gehört zu den angesagtesten Leuten der Branche. Gwen kann Holland voll und ganz überzeugen, sodass er ihr einen großen Auftrag erteilt. 
Mit ihrem Verlobten Henry, der inzwischen eingetroffen ist, hat Jenny eine heftige Debatte, da er hinter ihrem Rücken vertrauliche Informationen verwendet hat, und für das Gelände, auf dem die Fabrik steht, schon einen potentiellen Kunden hat, der dort ein Golfhotel errichten will, was Henry eine saftige Provision einbringen würde. Jenny ist über den Vertrauensmissbrauch außer sich und stürmt davon in die Highlands. Beim Versuch, ein Schaf zu retten, rutscht sie ab und sitzt in der Falle. Und wieder ist Robert zur Stelle und „rettet sie“ und das Schaf. Ein Wetter braut sich zusammen und beide suchen so schnell es geht eine Schutzhütte auf. Es gießt in Strömen, völlig durchnässt erreichen sie die Hütte. Robert entfacht schnell ein Feuer im offenen Kamin und beide ziehen die nassen Sachen aus. Es kommt, wie es kommen muss, die erste Liebesnacht folgt. Als sie anderentags zurückkommen, laufen sie Henry in die Arme, der Robert sogleich wissen lässt, dass Jenny seine Verlobte sei und sie bald heiraten würden. Robert lässt sich nicht wirklich anmerken, was in ihm vorgeht. Kurze Zeit später trennt sich Jenny von Henry. 
Die gewebten Stoffe fallen zur vollsten Zufriedenheit des Designers aus und er fragt Gwen, ob sie sich vorstellen könne, ihre eigene Kollektion für seine Firma zu entwerfen. Glücklich stimmt sie zu. Natürlich muss dieser große Erfolg gefeiert werden. Ruth Dalmain gibt ein Fest für alle und hebt in einer kurzen Ansprache Jennys Engagement hervor. Sie betont auch, dass sie froh sei, dass ihr Sohn Philipp sich nun der Beschäftigung zuwenden könne, der immer sein Interesse galt, einer eigenen Buchhandlung, die er nun gemeinsam mit seiner Freundin Linda führen werde. Stolz betont sie auch, wie glücklich sie sei über das große Talent ihrer Tochter Gwendolyn. Ein fröhliches Fest beginnt. Nur Jenny steht traurig abseits und sieht den Tanzenden zu. Nicht nur Henry, sondern auch Robert ist nach dem gemeinsamen Aufeinandertreffen wortlos abgereist. Da hört sie plötzlich eine vertraute Stimme fragen: „Darf ich bitten?“ Glücklich dreht sie sich zu Robert um. Robert will Jenny als neue Geschäftsführerin für die Dalmain-Werke haben und dann meint er noch, dass er ein sehr schönes Haus ganz in der Nähe gefunden habe und ob Jenny da mit ihm einziehen wolle. Natürlich will sie!

## Produktion

### Produktionsnotizen, Veröffentlichung
Katie Ffordes Romane spielen im Gebiet von Neuengland im Nordosten der USA. Die Dreharbeiten für diesen Film fanden vom 18. August bis 13. Oktober 2009 im Hudson Valley in der Nähe New Yorks und in New York selbst statt.
Die Erstausstrahlung des Films im ZDF erfolgte am 7. März 2010 und ist der Startschuss einer neuen Reihe des ZDF mit Verfilmungen von Katie Fforde.

### Hintergrund
Highland Fling, so der Originaltitel des Romans von Katie Fforde, steht eigentlich für einen schottischen Tanz, ist aber auch eine Art Wortspiel für „kleine Affäre“, dafür, dass zwei Menschen plötzlich aufeinandertreffen. Katie Fforde äußerte sich zu Henriette Richter-Röhl: „Als ich Henriette das erste Mal sah, dachte ich, sie wäre zu schön für die Rolle, doch als ich sah wie sie spielte, wurde mir klar, dass sie soviel Charakter und Intelligenz in die Figur einbringt, diese gewisse Schrulligkeit, die auch meine Charaktere haben.“ Und Henriette Richter-Röhl äußerte sich zur Rolle: „Beim Drehen habe ich dann gemerkt, dass die Rolle sehr vielschichtig und sehr, sehr lustig ist, dann hat’s richtig angefangen, Spass zu machen.“

## Kritik
„Dank der Inszenierung des bei diversen ‚Inga Lindström‘-Romanzen geschulten John Delbridge und einem jungen Ensemble, dem man gern zuschaut, ist ‚Eine Liebe in den Highlands‘ angenehme Sonntagabendunterhaltung. Der Schauplatz des Buches wurde kurzerhand nach Amerika ins beschauliche Hudson Valley verlegt, was der Adaption […] nicht geschadet hat: Durch die wunderbaren Landschaftsbilder […] ist der Film auch optisch ein Genuss. Von Henriette Richter-Röhl (‚Sturm der Liebe‘) ganz zu schweigen: Sie hat schon im letzten Jahr unter der Führung Delbridges problemlos die flotte ZDF-Komödie ‚Vorzimmer zur Hölle‘ getragen. Buch und Regie inszenieren die zufälligen Begegnungen, in deren Verlauf sich das Paar immer näher kommt, sehr hübsch.“

„Die Geschichte folgt brav dem „kleinen Handbuch für den Schmonzetten-Schreiber“, aber es gab auf diesem Sendeplatz schon Schlimmeres – Regie und Buch meiden den Kitsch zum Glück genauso wie jede originelle Idee. Das freundliche Personal (u. a. Stefanie Stappenbeck, Mareike Carrière) möchte einfach nur spielen und tut es frisch und locker. Fazit: Superseicht, aber recht sympathisch.“

„Vor reizvollen Kulissen inszenierte Beziehungskomödie nach dem Stoff einer Bestseller-Autorin.“